# Meridiano 171 W
O meridiano 171 W é um meridiano que, partindo do Polo Norte, atravessa o Oceano Ártico, Ásia, Oceano Pacífico, Oceano Antártico, Antártida e chega ao Polo Sul. Forma um círculo máximo com o Meridiano 9 E.
Começando no Polo Norte, o meridiano 171º Oeste tem os seguintes cruzamentos:
| País, território ou mar | Notas |
| ----------------------- | --- |
| Oceano Ártico           | |
| Mar de Chukchi          | |
| Rússia                  | Okrug Autónomo de Chukotka - Península de Chukchi |
| Mar de Bering           | |
| Estados Unidos          | Ilha de São Lourenço, Alasca |
| Mar de Bering           | Passa entre as ilhas Chagulak e Yunaska Pribilof, Alasca, Estados Unidos |
| Oceano Pacífico         | Passa a leste da Ilha Enderbury, Kiribati · Passa a oeste da Ilha Rawaki, Kiribati · Passa a leste da Ilha Manra, Kiribati · Passa a leste do atol Fakaofo, Toquelau · Passa a leste da Ilha Swains, Samoa Americana (reclamado por Toquelau) · Passa a oeste da Ilha Tutuila, Samoa Americana |
| Oceano Antártico        | |
| Antártida               | Dependência de Ross, reclamada pela Nova Zelândia |